# Ghiacciaio Montgolfier
Il ghiacciaio Montgolfier (in inglese Montgolfier Glacier) (64°47′S 62°15′W) è un ghiacciaio situato sulla costa di Danco, nella parte occidentale della Terra di Graham, in Antartide. Il ghiacciaio, il cui punto più alto si trova 851 m s.l.m., si trova in particolare tra il ghiacciaio Rozier e il ghiacciaio Woodbury e fluisce fino alla cala di Piccard passando fra la cresta di Balis e il picco di Bacho Kiro.

## Storia
Il ghiacciaio Montgolfier è stato mappato dal British Antarctic Survey, che all'epoca si chiamava ancora Falkland Islands and Dependencies Survey, nel 1956-57, grazie a fotografie aeree scattate dalla Hunting Aerosurveys Ltd. Il ghiacciaio è stato poi così battezzato nel 1960 dal Comitato britannico per i toponimi antartici in onore di Joseph-Michel e Jacques-Étienne Montgolfier, i due fabbricanti di carta francesi che tra il 1782 e il 1783 inventarono la mongolfiera.